# Wilhelmina Stec-Rouppertowa
Wilhelmina Leonia Wiktoria Stec-Roppertowa /także jako Wila Stec-Rouppertowa/ (ur. 8 sierpnia 1903 w Rzeszowie, zm. 19 lipca 1988 w Orpington, Wielka Brytania) – polska botanik, mykolog, fitopatolog, specjalistka w dziedzinie ochrony roślin.

## Życiorys
Córka Michała Steca, doktora prawa, sędziego sądu powiatowego w Rzeszowie i Wiktorii z Szybowiczów, nauczycielki w gimnazjum.
W 1922 ukończyła naukę w rzeszowskim Prywatnym Gimnazjum Żeńskim i wyjechała do Krakowa, gdzie rozpoczęła studia na Wydziale Filozoficznym Uniwersytetu Jagiellońskiego z dziedziny botaniki i w 1927 uzyskała absolutorium. W latach 1928–1929 prowadziła badania nad fitopatologią roślin uprawnych (m.in. ziemniaków i pomidorów) i chwastów oraz nad grzybami województwa krakowskiego i kieleckiego. Na ich podstawie w 19 grudnia 1933 przedstawiła pracę pt. "Występowanie narośli bakteryjnych na główkach pręcikowych ziemniaka" i uzyskała stopień doktora. Następnie pracowała jako adiunkt w pracowni mykologicznej krakowskiej Stacji Ochrony Roślin Małopolskiego Towarzystwa Rolniczego oraz zasiadała w Komisji Fizjograficznej Polskiej Akademii Umiejętności. Po wybuchu II wojny światowej przez Węgry przedostała się do Mandatu Palestyny, gdzie służyła w Pomocniczej Służbie Kobiet, a od 1943 opracowywała materiały na temat grzybów pasożytniczych w Polskiej Stacji Biologicznej. Od 1945 przebywała w Egipcie, gdzie pracowała w VIII Polskiego Szpitala Wojennego w El Kantarze. W 1947 podczas ewakuacji wojsk alianckich wyjechała do Wielkiej Brytanii, zamieszkała w Londynie, gdzie znalazła się w bardzo złej sytuacji materialnej, następnie pracowała w aptece. Została członkiem Wydziału Przyrodniczego Polskiego Towarzystwa Naukowego na Obczyźnie, w latach 1954-1970 pełniła funkcję sekretarza. 
Wilhelmina Stec-Rouppertowa była ofiarodawczynią wielu eksponatów oraz spuścizny naukowej swojego męża Kazimierza Roupperta do Muzeum Akademii Rolniczej im. Kołłątaja, za co została odznaczona Złotą Odznaką "Za zasługi dla uczelni".  
Zmarła 22 października 1988 w Wielkiej Brytanii, zgodnie ze swoją wolą spoczęła na cmentarzu Rakowickim.
Dorobek naukowy Wilhelminy Stec-Rouppertowej obejmuje czterdzieści sześć prac dotyczących mykologii, fitopatologii, cecidiologii, fitogeografii florystycznej.